# Gevorg Gharadjian
Gevorg Gharadjian (arménien : Գևորգ Ղարաջյան), né en 1861 à Tiflis (Empire russe) et mort en 1936 à Erevan (Arménie soviétique), est un homme politique et dramaturge arménien, l'un des fondateurs du parti social-démocrate Hentchak.

## Publications
- (hy) Բանւորների ապահովացումը արեւմտեան Եւրոպայում եւ Ռուսաստանում, Tiflis, Impr. M. T. Rodiniantsi,‎ 1894, 86 p. (lire en ligne  [PDF])
- (hy) Փուչ զաւակ [« L'Enfant vain »] (drame en cinq actes), Tiflis, Impr. Hermès,‎ 1906, 92 p. (lire en ligne  [PDF])
- (hy) Անցեալի յիշողութիւններից [« Souvenirs du passé »], Tiflis, Impr. Mamoul,‎ 1918, 64 p. (lire en ligne  [PDF])
- (hy) Անդրկովկասի քաղաքական կեանքը 1918 թւին [« La vie politique de la Transcaucasie en 1918 »], Tiflis, Impr. Madinian,‎ 1919, 72 p. (lire en ligne  [PDF])
- (hy) Բայց յեվ այնպես նա շաժվում ե... (Դրամա չորս գործողութեամբ) [« Mais il bouge toujours... (Drame en 4 actes) »], Tiflis,‎ 1925, 56 p. (lire en ligne  [PDF])
- (hy) Արտեմ Սոլոմոնովիչ Դոլմազովը բանտում [« Artem Solomonovitch Dolmazov en prison »], Tiflis,‎ 1926, 39 p. (lire en ligne  [PDF])
- (hy) Հայ անդրանիկ հեղափոխական խմբակը Անդրկովկասում [« Le premier groupe révolutionnaire arménien en Transcaucasie »], Tiflis,‎ 1927, 71 p. (lire en ligne  [PDF])
- (hy) Ռուբեն Խանազատի հեքիաթները [« Les contes de Ruben Khanazat »], Tiflis,‎ 1928, 43 p. (lire en ligne  [PDF])
- (hy) Սանդալը յեվ նրա վեպերը [« Sandal et ses romans »], Tiflis,‎ 1929, 134 p. (lire en ligne  [PDF])
- (hy) Բանվորական շարժումը յեվ սոցիալ-դեմոկրատիան Կովկասում [« Mouvement ouvrier et social-démocratie dans le Caucase »], Erevan,‎ 1929, 192 p. (lire en ligne  [PDF])